# 普馬瓦西山 (科爾查區)
13°53′6″S 71°52′33″W / 13.88500°S 71.87583°W
普馬瓦西山（Pumawasi），是秘魯的山峰，位於該國南部庫斯科大區，由帕魯羅省的科爾查區負責管轄，屬於安地斯山脈的一部分，海拔高度4,428米。